# Bataille de Dennewitz
Sixième Coalition
Batailles
Campagne de Russie (1812)
- Liste des batailles
- Mir
- Moguilev
- Ostrovno
- Vitebsk
- Kliastitsy
- Smolensk
- 1re Polotsk
- Valoutina Gora
- Moskova
- Moscou
- Winkowo
- 2e Polotsk
- Maloïaroslavets
- Gorodnia
- Czaśniki
- Viazma
- Smoliani
- Krasnoï
- Bérézina

Campagne d'Allemagne (1813)
- Dantzig
- Lunebourg
- Möckern
- Lützen
- Bautzen
- Reichenbach
- Haynau
- Luckau
- Hoyerswerda
- Lauenbourg
- Goldberg
- Gross Beeren
- Katzbach
- Dresde
- Kulm
- Dennewitz
- Peterswalde
- Liebertwolkwitz
- Leipzig
- Hanau
- Sehested
- Torgau
- Hambourg

Campagne de France (1814)
- Sainte-Croix-en-Plaine
- Besançon
- Mayence
- Metz
- Saint-Avold
- 1re Saint-Dizier
- Brienne
- La Rothière
- Campagne des Six-Jours (Champaubert
- Montmirail
- Château-Thierry
- Vauchamps)
- Mormant
- Montereau
- Bar-sur-Aube
- Saint-Julien
- Laubressel
- Berry-au-Bac
- Craonne
- Coutures
- Laon
- Soissons
- Mâcon
- Reims
- Saint-Georges-de-Reneins
- Limonest
- Arcis-sur-Aube
- Fère-Champenoise
- 2e Saint-Dizier
- Meaux
- Claye
- Villeparisis
- Paris

- Feistritz
- Caldiero (en)
- Trieste
- Mincio

- Hoogstraten (de)
- Anvers
- Berg-op-Zoom
- Courtrai

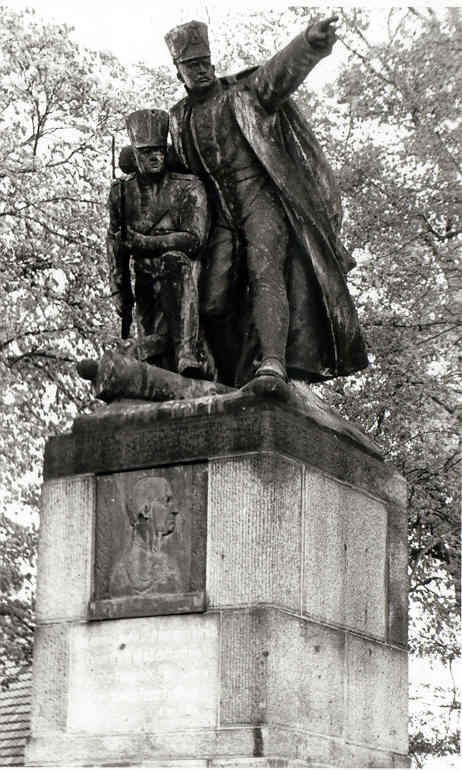
Le mémorial français de la bataille à Dennewitz.

La bataille de Dennewitz également appelée bataille de Jüterbog (à 68 km au sud-sud-ouest de Berlin) eut lieu le 6 septembre 1813 entre une armée française commandée par le maréchal Ney et des troupes prussiennes, russes et suédoises sous les ordres du maréchal Friedrich von Bülow dans le cadre de la guerre de la Sixième Coalition. Elle voit la victoire des forces alliées et l'échec définitif du plan de Napoléon pour prendre Berlin.

## Contexte
À la fin du mois d'août 1813, Napoléon ordonne une offensive générale afin de prendre Berlin, la capitale prussienne, espérant ainsi faire sortir la Prusse du conflit. Le corps d'armée du maréchal Oudinot est affecté à cet objectif. Celui-ci remonte vers Berlin en empruntant 3 voies distinctes. Des combats isolés ont lieu à Blankenfield, Gross Beeren et Sputendorf. À chaque fois, les Alliés sont vainqueurs forçant Oudinot à se replier sur Wittenberg. Napoléon décide alors de nommer le maréchal Ney à la tête du corps d'armée.

## Bataille
Avec 58 000 hommes comprenant la 38e division wurtembergeoise et la 15e division italienne, Ney avance à nouveau vers Berlin le 6 septembre, se déplaçant en direction de l'est afin d'avancer vers Berlin par le sud-est. Il croit en effet, à tort, que Napoléon se trouve au sud-est près de Dresde et se dirige dans cette direction pour le soutenir.
Il rencontre des unités ennemies de l'armée du Nord composée de troupes prussiennes, russes et suédoises sous le commandement de Jean-Baptiste Bernadotte, ancien maréchal de Napoléon devenu prince royal de Suède, à Dennewitz. Ney décide alors de faire déplacer toute son armée sur une seule route. Bien que cela lui permette de maintenir des communications avec toute son armée, ce choix entraîne un empilement des unités sur plusieurs kilomètres. La bataille va donc osciller d'avant en arrière avec l'arrivée régulière de renforts français et alliés tout au long du parcours.
Le général prussien Tauentzien est à Jüterbog, bloquant la route de Ney vers Berlin. Alors que Bülow approche de Juterbog le long d'une route qui va de l'est au nord, les troupes de Ney atteignent Dennewitz. Pour empêcher Tauentzien et Bülow de s'unir, les Français occupent les hauteurs au nord de Dennewitz (aujourd'hui appelées Denkmalsberg).
La cavalerie lourde (dragons de Defrance) est une troupe d'élite et l'infanterie de la 12e division de Morand est inexpérimentée mais valeureuse. Elle pousse l’arrière-garde du 4e corps de Tauenzien. Le 4e corps de Bertrand vient de prendre la ville de Dennewitz et commence à se déployer pour continuer son avance ; mais le général von Tauenzien a décidé de résister car sur son aile droite le 3e corps de von Bülow apparaît ; soit un total de 50 000 hommes d'une valeur militaire moyenne.
Malgré les dégâts causés au corps de Tauentzien, Bülow sauve la situation en prenant la colline. Cette action est suivie par une charge des dragons de Brandebourg en bas de la colline. Cela donne le temps aux unités prussiennes qui avaient vacillé de se regrouper. Bülow prend alors la tête du commandement allié pendant la majeure partie du reste de la journée.
Des failles commencent alors à apparaître au sein de l'armée française. Depuis la campagne de Russie, l'armée française manque cruellement de cavalerie. Il en résulte un manque de dépistage et de reconnaissance des forces ennemies et de leur position. La situation au sein du commandement français est également tendue, Oudinot étant furieux de se retrouver placé sous le commandement de Ney. Néanmoins, Ney s'obstine dans une avancée en hâte vers Berlin, malgré une reconnaissance médiocre, face à une ligne alliée regroupée.
Grâce au renfort des forces du général Bülow, les éléments prussiens de l'armée de Bernadotte, qui avaient été initialement repoussés, récupèrent le terrain perdu.
Alors que les Français semblaient proches de la victoire, Ney commet une erreur qui va précipiter sa défaite. Comprenant mal la situation tactique à cause d'une tempête sur le champ de bataille, il ordonne à Oudinot de se mettre en arrière et de former une réserve, ce qui déséquilibre la ligne française. Cette manœuvre est également perçue comme une retraite par les Alliés qui redoublent leur attaque.
À 16 h, l'armée du nord suédoise commandée par Bernadotte arrive et attaque la gauche française. Sous la pression de plus en plus forte de l'ennemi, Ney ordonne la retraite jusqu'à Torgau, sur l'Elbe.

## Conséquences
Les Français et leurs alliés perdent 8 000 hommes, 50 canons et 400 chariots de ravitaillement. Le maréchal Ney perd son aide de camp, le colonel Le Clouet, qui est fait prisonnier au cours d'une mêlée entre les lanciers polonais et la cavalerie prussienne.
Les Prussiens ont perdu 9 000 hommes, les Suédois une trentaine.
Avec une armée réduite à 20 000 hommes, Ney s'efforce de regrouper ses forces à Torgau. Las, il écrit à l'Empereur pour lui demander d'être relevé de ses fonctions. « J'aime mieux être grenadier que général dans de telles conditions. Je suis prêt à verser tout mon sang, mais je désire que ce soit utilement », écrit-il, mais Napoléon refuse.
À la suite de l'échec de la campagne de Berlin, la Bavière se retire du conflit. D'autres États allemands hésitent désormais à soutenir l'Empire français. 
Friedrich Wilhelm von Bülow est anobli par le roi de Prusse, qui le nomme comte de Dennewitz.
Lorsqu'il apprend la nouvelle de la défaite de Dennewitz le soir du 8 septembre, Napoléon dîne en compagnie de Murat, Berthier et Gouvion-Saint-Cyr. Malgré cette défaite qui s'ajoute à celles de Gross Beeren, Katzbach et Kulm, Napoléon n'aura aucun accès de colère. Il se contentera de s'exclamer : « C’est un métier bien difficile que le nôtre ».